# Palais de justice de Moose Jaw
Le palais de justice de Moose Jaw est un palais de justice située à Moose Jaw en Saskatchewan (Canada). Cet édifice de deux étages de style Beaux-Arts a été construit en 1908 et 1909 dans le but de remplacé un palais de justice précédent en bois. Cet édifice en brique brune ornée de pierre de Bedford et de calcaire de l'Indiana est plus vieux encore en fonction dans la province. Il a été désigné lieu historique national en 1981 et désigné bien patrimonial provincial en 1988.